# Ebbenhouten Schoen 1995
De verkiezing van de Ebbenhouten Schoen 1995 werd op 12 mei 1995 gehouden. Godwin Okpara werd de derde winnaar van de Belgische voetbaltrofee.

## Winnaar
De Nigeriaanse verdediger Godwin Okpara won afgetekend voor zijn landgenoot Celestine Babayaro. Okpara was in 1994 met Eendracht Aalst via de eindronde naar Eerste Klasse gepromoveerd. De club werd tijdens het seizoen 1994/95 verrassend vierde in de competitie na RSC Anderlecht, Standard Luik en Club Brugge. Aalst mocht daarom een seizoen later deelnemen aan de UEFA Cup. Okpara had een belangrijk aandeel in de opmars van Aalst en ontving voor zijn prestaties de Ebbenhouten Schoen.

## Uitslag
| Nr. | Land             | Naam                | Club(s)         | Punten |
| --- | ---------------- | ------------------- | --------------- | ------ |
| 1.  | Vlag van Nigeria | Godwin Okpara       | Eendracht Aalst | 274    |
| 2.  | Vlag van Nigeria | Celestine Babayaro  | RSC Anderlecht  | 154    |
| 3.  | Vlag van Ghana   | Yaw Preko           | RSC Anderlecht  | 143    |
| 4.  | Vlag van Zaïre   | Jean-Claude Mukanya | Lommel SK       | 127    |
| 5.  | Vlag van Zaïre   | Roger Lukaku        | RFC Seraing     | 118    |

1992 · 1993 · 1994 · 1995 · 1996 · 1997 · 1998 · 1999 · 2000 · 2001 · 2002 · 2003 · 2004 · 2005 · 2006 · 2007 · 2008 · 2009 · 2010 · 2011 · 2012 · 2013 · 2014 · 2015 · 2016 · 2017 · 2018 · 2019 · 2020 · 2021 · 2022 · 2023 · 2024